# Збірна Сербії з хокею із шайбою
Збірна Сербії з хокею із шайбою (серб. Репрезентација Србије у хокеју на леду) — національна збірна команда Сербії, яка представляє свою країну на міжнародних змаганнях з хокею. Управління збірною здійснюється Федерацією хокею Сербії.
У світовому рейтингу ІІХФ команда посідає найвищу для себе 29-у сходинку.
Збірна Сербії жодного разу не виступала на Олімпійських іграх.

## Олімпійські ігри
- 2010 — не пройшла кваліфікацію
- 2014 — не пройшла кваліфікацію
- 2018 — не пройшла кваліфікацію
- 2022 — не пройшла кваліфікацію

## Чемпіонат світу
- 2007 — 4. Дивізіон II, Група A
- 2008 — 3. Дивізіон II, Група A
- 2009 — 1. Дивізіон II, Група A
- 2010 — 6. Дивізіон I, Група A
- 2011 — 3. Дивізіон II, Група A
- 2012 — 5. Дивізіон II, Група A
- 2013 — 5. Дивізіон II, Група A
- 2014 — 3. Дивізіон II, Група A
- 2015 — 3. Дивізіон II, Група A
- 2016 — 4-е місце Дивізіон ІΙА
- 2017 — 3-є місце Дивізіон ІΙА
- 2018 — 3-є місце Дивізіон ІΙА
- 2019 — 1-е місце Дивізіон IIA
- 2022 — 5-е місце Дивізіон IB
- 2023 — 6-е місце Дивізіон IB
- 2024 – 2-е місце Дивізіон IIA
- 2025 — 2-е місце Дивізіон IIA

## Склад команди
- Марк Педерсон — головний тренер
- Мішель Пеллегрімс — асистент тренера
- Рональд Перуон — начальник команди
- Неманья Івович — фізіотерапевт
- Марко Ілич — лікар команди
- Петар Прибакович — менеджер з оснащення

Склад гравців на чемпіонаті світу 2010 (дивізіон I):
Станом на 19 квітня 2010
| Позиція | Гравець            | Зріст | Вага | Дата народження | Місце народження            | Команда               |
| ------- | ------------------ | ----- | ---- | --------------- | --------------------------- | --------------------- |
| В       | Мілан Лукович      | 173   | 75   | 12 грудня 1986  | Белград, Сербія             | Црвена Звезда Белград |
| В       | Звездан Видакович  | 190   | 97   | 7 березня 1989  | Суботиця, Сербія            | Спартак Суботиця      |
| З       | Деніел Джейкоб     | 198   | 98   | 20 липня 1980   | Сен-Жан-сюр-Рішильє, Канада | Партизан Белград      |
| З       | Никола Бибич       | 189   | 90   | 17 липня 1984   |                             | Црвена Звезда Белград |
| З       | Горан Ристич А     | 185   | 87   | 28 грудня 1974  | Новий Сад, Сербія           | Войводина Новий Сад   |
| З       | Іван Тумбас        | 183   | 86   | 12 січня 1987   | Новий Сад, Сербія           | Войводина Новий Сад   |
| З       | Стефан Ілич        | 186   | 84   | 27 березня 1990 | Белград, Сербія             | Партизан Белград      |
| З       | Бранко Мамич А     | 180   | 88   | 24 серпня 1980  | Новий Сад, Сербія           | Партизан Белград      |
| Н       | Филип Миркович     | 186   | 84   | 7 жовтня 1988   | Новий Сад, Сербія           | Партизан Белград      |
| Н       | Милош Бабич        | 193   | 96   | 15 квітня 1988  | Ливно, Боснія і Герцеговина | Войводина Новий Сад   |
| Н       | Неманья Янкович    | 173   | 80   | 7 лютого 1988   | Белград, Сербія             | Університет Фінляндія |
| Н       | Марк-Андре Фурньє  | 178   | 90   | 5 квітня 1979   | Сент-Ніколас, Канада        | Партизан Белград      |
| Н       | Марко Прокич       | 183   | 80   | 8 липня 1984    | Белград, Сербія             | Спартак Суботиця      |
| Н       | Марко Милованович  | 185   | 85   | 31 грудня 1988  | Белград, Сербія             | Партизан Белград      |
| Н       | Борис Габрич       | 195   | 98   | 13 вересня 1983 | Суботиця, Сербія            | Партизан Белград      |
| Н       | Неманья Вучеревич  | 181   | 80   | 20 квітня 1991  | Новий Сад, Сербія           | Олімпія Любляна       |
| Н       | Марко Сретович     | 183   | 85   | 10 серпня 1987  | Белград, Сербія             | Партизан Белград      |
| Н       | Фред Пероун        | 187   | 78   | 26 січня 1978   | Шербрук, Канада             | Войводина Новий Сад   |
| Н       | Марко Ковачевич    | 183   | 103  | 8 червня 1985   | Белград, Сербія             | Партизан Белград      |
| Н       | Марко Бркушанин    | 186   | 90   | 21 червня 1990  | Белград, Сербія             | Црвена Звезда Белград |
| Н       | Александар Кошич К | 185   | 90   | 28 грудня 1972  | Белград, Сербія             | Барселона             |
| Н       | Павле Огризович    | 188   | 95   | 20 березня 1990 | Белград, Сербія             | Партизан Белград      |